# Vertebra (software)
Vertebra este un cadru care vizează simplificarea scrierii aplicațiilor în Cloud scris de Engine Yard.

## Lansare
A fost lansat sub licența publică generală  GNU Lesser General Public License 3 la sfârșitul anului 2008.

## Tehnologii
Vertebra este scrisă într-o combinație de Ruby și Erlang.

## Recepție publică
Acesta a fost caracterizat ca un serviciu orientat-Arhitectura pentru nor, o platformă de implementare a aplicațiilor;
 și o evoluție în arhitectura pentru cloud computing.  La rândul său, Engine Yard pur și simplu îl clasifică ca O platformă pentru cloud”